# (3508) Pasternak
(3508) Pasternak est un astéroïde de la ceinture principale.

## Description
(3508) Pasternak est un astéroïde de la ceinture principale. Il fut découvert le 21 février 1980 à Naoutchnyï par Lioudmila Karatchkina. Il fut nommé en honneur de Boris Pasternak. Il présente une orbite caractérisée par un demi-grand axe de 2,76 UA, une excentricité de 0,11 et une inclinaison de 6,6° par rapport à l'écliptique.

## Compléments